# Jules Hiernaux

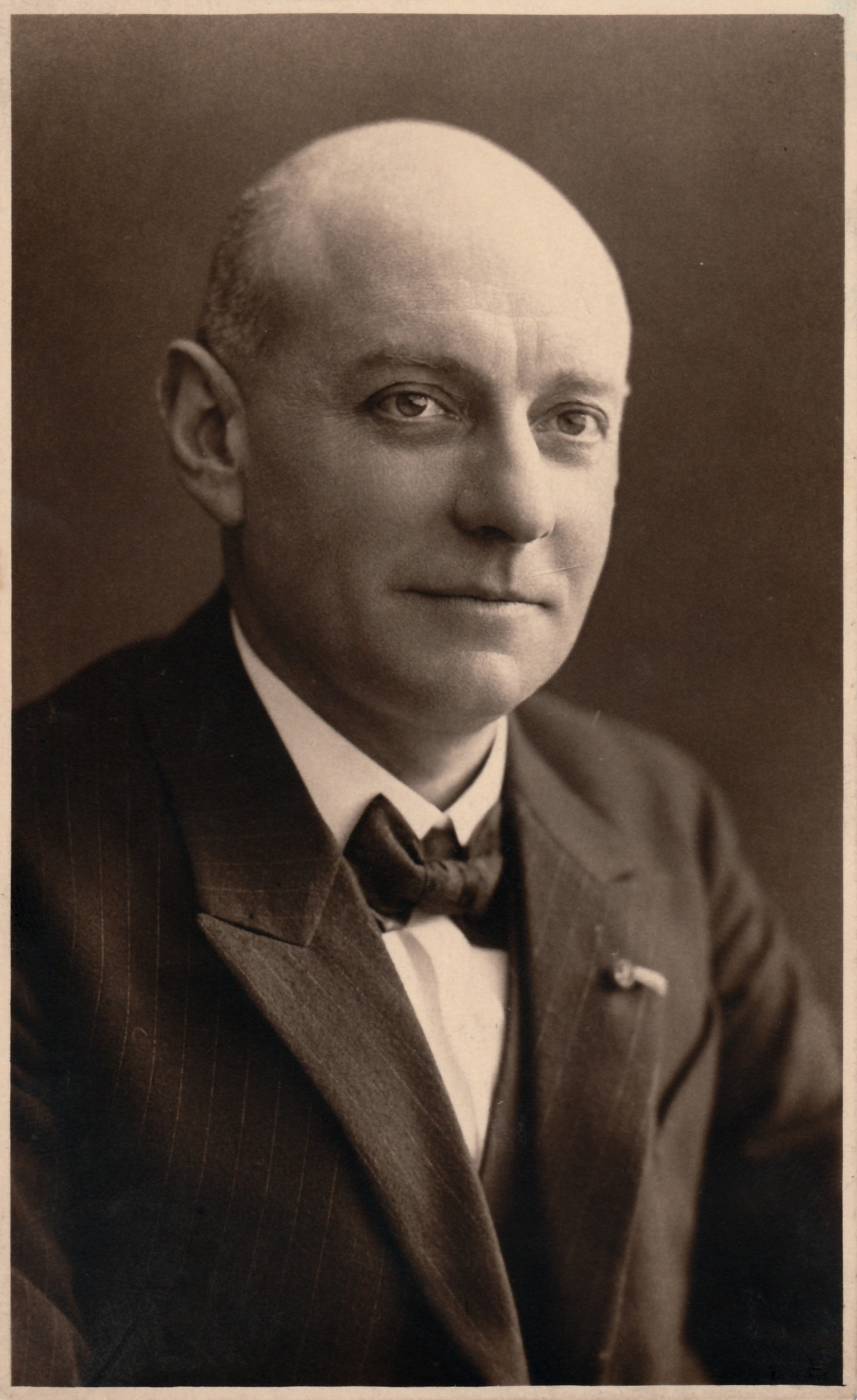
Jules Hiernaux

Jules Hiernaux (Charleroi, 27 juli 1881 - Mont-sur-Marchienne, 29 juli 1944) was een Belgisch liberaal politicus.

## Levensloop
Hiernaux werd beroepshalve mijningenieur en was van 1914 tot 1944 directeur van de Université du Travail in Charleroi, en vanaf 1923 ook directeur-generaal van de Provinciale Instituten van Henegouwen. Van 1934 tot 1935 was hij als extraparlementaire liberaal minister van Onderwijs, maar volgde geen verdere politieke loopbaan.
Als militant van de Waalse Beweging was hij in 1911 medeoprichter van de Ligue wallonne van Charleroi, waarvan hij van 1926 tot aan zijn dood de voorzitter was. Van 1919 tot 1940 vertegenwoordigde hij Charleroi eveneens in de Assemblée wallonne, waarvan hij van 1921 tot 1940 de schatbewaarder was. Tijdens de Tweede Wereldoorlog richtte hij een Economische Raad voor Wallonië op.
Hiernaux was eveneens een actief vrijmetselaar en voormalig grootmeester van het Grootoosten van België. Wegens zijn vrijmetselaarsengagement werd hij in 1944 in zijn huis door rexisten vermoord.